# Церква Святого Миколая (Пульмо)
Церква Святого Миколая — православний (УПЦ МП) храм у селі Пульмо Шацького району Волинської області. 
Храм, збудований у 1895 р., є прикладом синодального («псевдоросійського») стилю храмового будівництва.
Пам'ятка архітектури та містобудування місцевого значення відповідно до Рішення виконавчого комітету Волинської обласної ради народних депутатів від 03 квітня 1992 р. №76 «Про взяття на облік пам’ятників архітектури місцевого значення», охоронний № 215-м. 
Настоятель — митр. протоієр. Олександр Черевко. 

## З історії церкви
Церква в селі Пульмо вперше згадується у 1510 р.
У 1665 р. стараннями парафіян побудована нова дерев'яна церква Святого Миколая разом з дзвіницею, що підтверджує намісна ікона XVII ст.. На той час всі православні церкви насильно були переведені в унію і місцеві землевласники часто вступали з ними в конфлікт.
У 1796 р. за вказівкою Катерини ІІ розпочалось насильне переведення уніатських церков у православ'я. Відповідно до архівних документів парафіяни Миколаївської церкви села Пульмо вже до 9 вересня 1796 р. добровільно прийняли православ'я.
Під час генеральної візитації у березні 1793 р. церква відмічена як давня, але її стан був добрий. У головному вівтарі знаходився образ розіп'ятого Христа, у бічних — образи Пресвятої Богородиці і святого Миколая. Вівтар згідно візитації 1789 р. був синього кольору. Зафіксовано перебування у храмі конфесіалів. Церква мала купол, дзвіниця була над бабинцем. 
Відповідно до клірової відомості від 20 грудня 1796 р. церква дерев'яна, стара і до священослужіння придатна.
У 1844 р. церква охарактеризована як міцна. Вже у 1860 р. відмічено, що церковного начиння недостатньо. Престол був один — в  ім'я святого Миколая.
Відповідно до указу Волинської духовної консисторії від 28 жовтня 1886 р. за №9935 було дозволено в селі Пульмо Володимирського повіту 4-го благочинного округу побудову нової дерев'яної церкви. На той час російський Синод намагався всі церкви, які мали архітектурний стиль відповідно до українських православних традицій, перебудувати в новому, так званому «синодальному» стилі і не шкодували коштів. На будівництво церкви с. Пульмо в Державному банку було 2700 рублів парафіяльних грошей, від казни відпускалось 2504 рублів 46 копійок, була частина готового дерев'яного матеріалу, а суму, котрої не вистачало, мали поповнити парафіяни. Нова церква святого Миколая побудована у 1895 р.
Наприкінці ХІХ ст. стару церкву розібрали, у 1900 р. перенесли на кладовище і перебудували на каплицю (збереглася і використовується станом на початок 2019 р.). Попередня церква розташовувалась напроти, з іншої сторони вулиці, де тепер дитячий садок. Новий храм був зміщений на 150 метрів на схід від попереднього.
Церква в с. Пульмо не припиняла функціонувати при Радянській владі. 
У храмі збереглися 5 дзвонів, 2 з них відлиті в місті Данціг (сьогодні — Ґданськ, Польща) у 1930 р.
Відповідно до рішення Рішення виконавчого комітету Волинської обласної ради народних депутатів від 03 квітня 1992 р. №76 «Про взяття на облік пам’ятників архітектури місцевого значення», церква святого Миколая у селі Пульмо є пам’яткою архітектури і містобудування місцевого значення, охоронний № 215-м.
У 2000-х рр. церкву відремонтовано з використанням сучасних матеріалів: у 2007 р. замінено куполи, у 2008 р. оббито сайдингом та встановлено металопластикові вікна.

## Архітектура храму
Побудована у 1895 р. церква святого Миколая є характерним зразком «синодального» стилю, який проявляється в хрестовій композиції споруди, ускладненій влаштованою на заході шатровою дзвіницею, а також у характерному декорі. Незважаючи на деяку типовість її вигляду, що зумовлено використанням при будівництві типового проекту, в архітектурі Миколаївської церкви простежується і ряд оригінальних особливостей, які проявляються в своєрідному вирішенні центрального куполу, а також у пропорціях основних елементів композиції. Ця риса пам'ятки, помножена на її центральне розміщення в забудові с. Пульмо, визначають особливу цінність Миколаївській церкві серед інших монументальних дерев’яних споруд кінця ХІХ ст., розташованих на території області.
Станом на 1937 р. церква була покрита бляхою. Довжина церкви становила 24.07 м., ширина – 13.42 м., висота – 20.5 м.  У 1927 р. в церкві провели капітальний ремонт, за кошти парафіян пофарбований дах. Дзвіниця прибудована до церкви, крита також бляхою. Мала розміри: довжина – 4.43 м., ширина – 8 м., висота – 24 м. 

## Список священиків
Список священиків Миколаївської церкви с. Пульмо і відомі роки їх служіння:
- 1534 р. — Йолтухович Василь;
- 1690 р. — Федорович Самуїл;
- 1718-1719 рр. — Єсієвич Григорій;
- 1719 р. — Єсієвич Федір;
- 1733 р. — Щербенський Григорій;
- з 10 липня 1784 р. по 1828 р. — Єсевич Георгій Михайлович;
- з 1829 р. по 1844 р. — Яморинський Стахій Тимофійович;
- з 1843 р. по 1880 р.  —  Центелович Микола Федорович;
- з 1 грудня 1878 р. по 1880 р. — Центелович Полієвкт як вікарний священик;
- з 1880 р. по 1917 р. — Центелович Полієвкт;
- з 24 листопада 1920 р. по 3 липня 1923 р. — Зінкевич Флегонт;
- з січня 1935 р. по вересень 1936 р. — Новицький Олександр;
- з листопада 1936 р. по вересень 1941 р. — Прибіт Федір;
- з 7 вересня 1941 р. по 16 листопада 1943 р. — Осницький Олександр Васильович;
- з травня 1944 р. по ? — Саковський Борис;
- з 1970 р. по 2002 р. — Глинянко Яків;
- з 12 липня 2002 р. по т.ч. — Черевко Олександр Петрович[2].

## Галерея

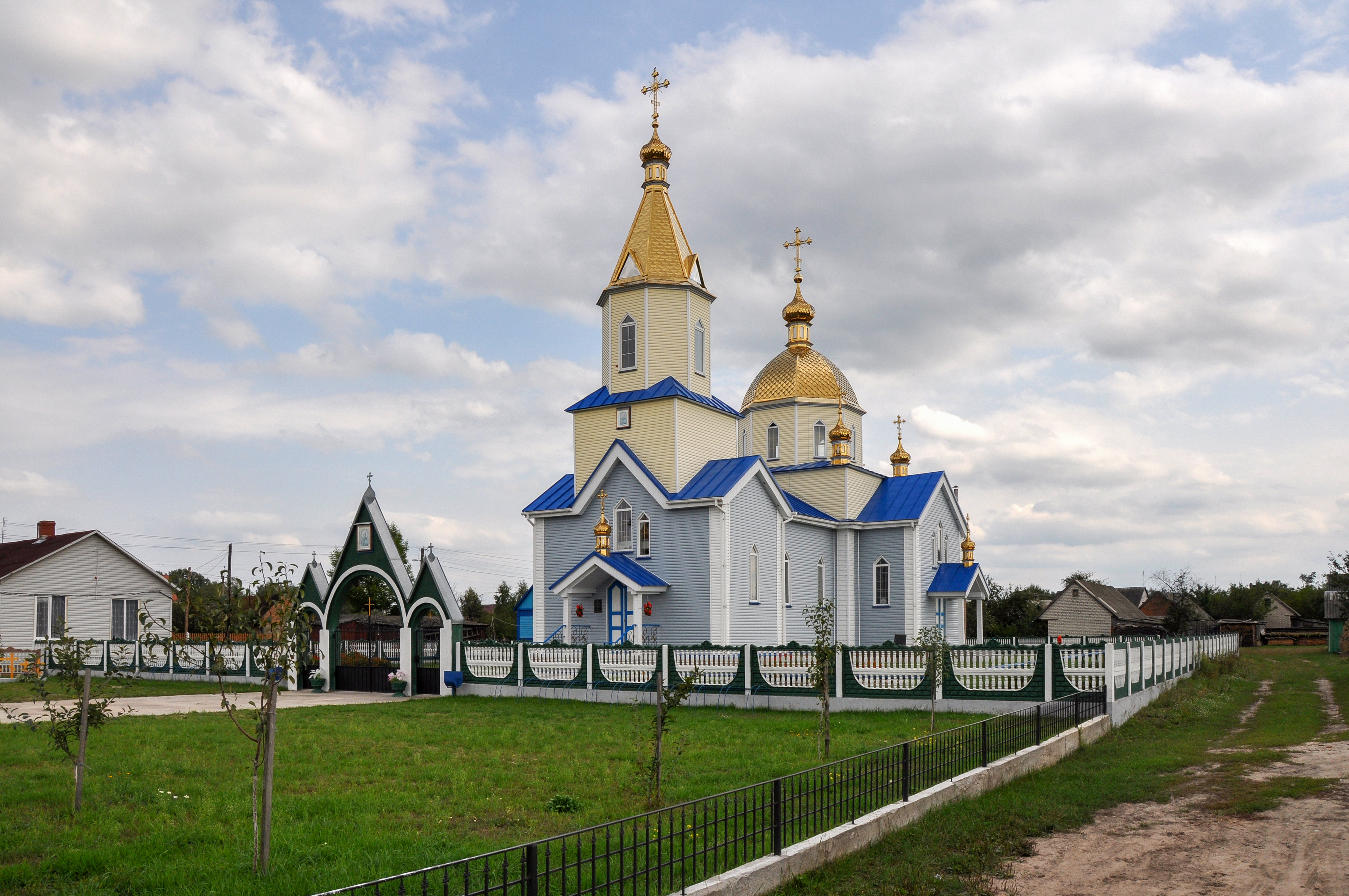
Вигляд церкви у 2012 р.
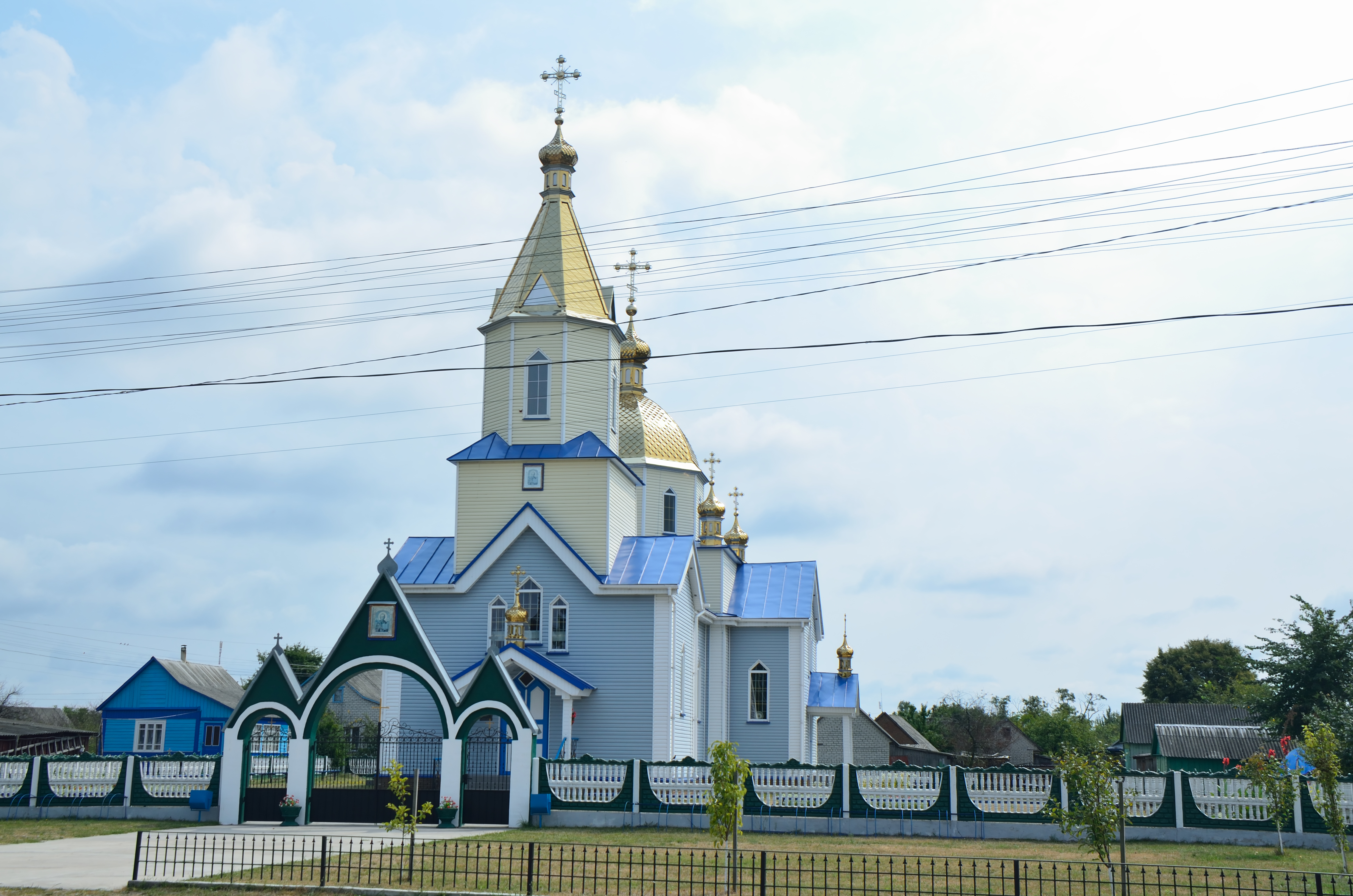
Храм станом на 2013 р.
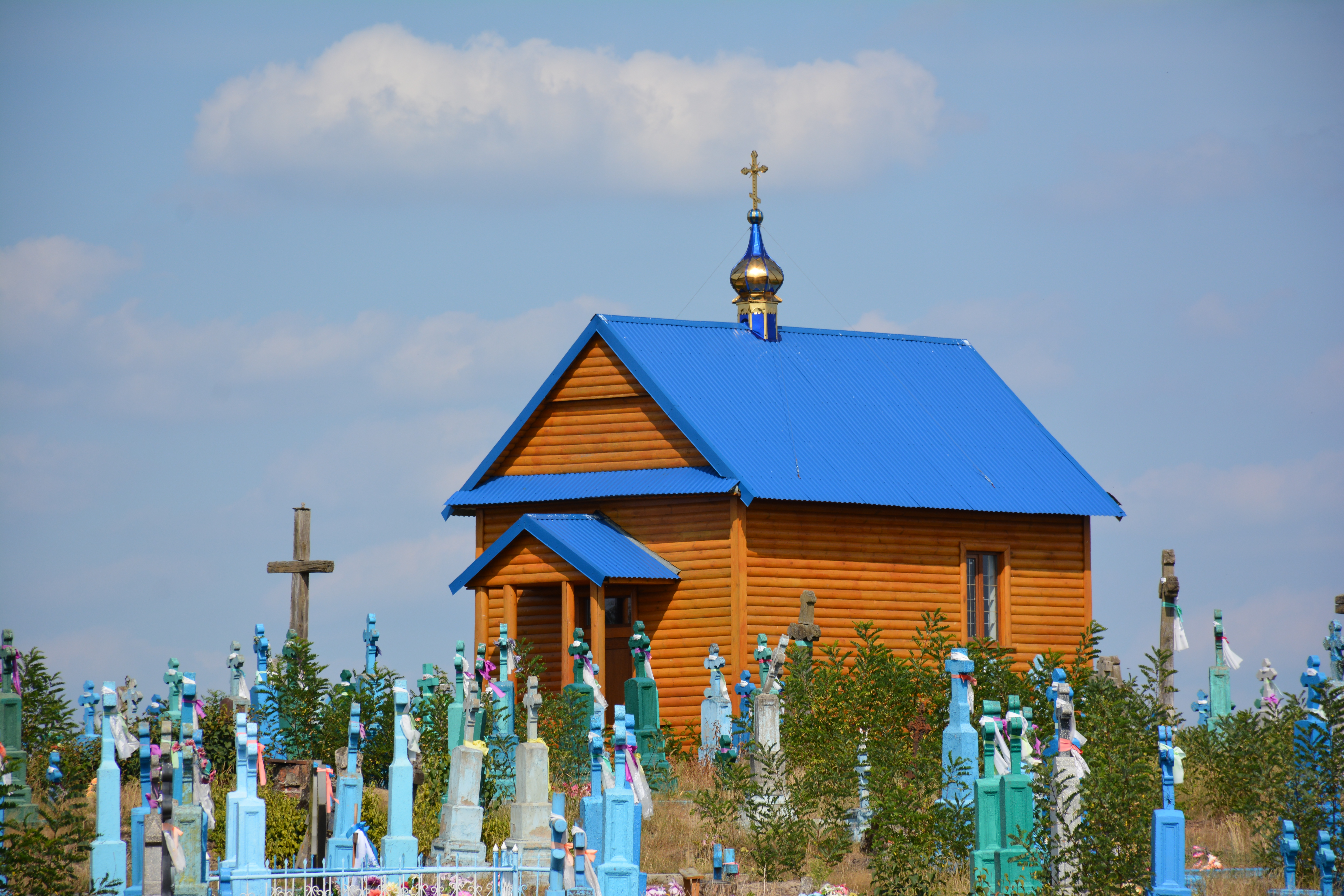
Цвинтарна каплиця, збудована у 1900 р. з матеріалу розібраної церкви 1665 р.